# Стефани дьо Боарне
Стефани Луиза Адриана дьо Боарне (на френски: Stéphanie Louise Adrienne de Beauharnais; Stéphanie Napoléon; * 28 август 1789, Версай; † 29 януари 1860, Ница) е графиня Боарне, имперска принцеса на Франция, осиновена дъщеря на Наполеон Бонапарт, и чрез женитба велика херцогиня на Баден (1811 – 1818).

## Живот
Тя се ражда в началото на Френската революция. Дъщеря е на Клод дьо Боарне (1756 – 1819), хауптман на кралската гвардия, и първата му съпруга Клодине Франсоаз дьо Лезай (1767 – 1791), която е далечна роднина на Жозефин дьо Боарне.
След раждането на Стефани майка ѝ се разболява от туберкулоза и се установява заедно с малката Стефани на Ривиерата. Нейният съпруг не се грижи за двамата и след смъртта на Клодине през 1791 г. дава тригодишната си дъщеря на англичанката лейди Бат, приятелка от младини на починалата му съпруга. Когато тя се връща в Англия, оставя тригодишната Стефани на две монахини, които бягат в Южна Франция. Наполеон разбира за роднините на съпругата му Жозефин дьо Боарне и изисква от Клод да доведе малкото момиченце в Париж. През 1803 г. Стефани трябва да се премести в Париж. През 1803 г. Наполеон я изпраща да учи в реномирания институт на Мадам Кампан.
През 1806 г. Стефани завършва училището и Наполеон я връща в Париж и я осиновява. Тя става имперска принцеса на Франция с титлата „Нейно имперско височество, мадмоазел Стефани Наполеон, осиновено дете на Негово величество, императора на Франция, краля на Италия“ (на френски: Son Altesse Impériale Mademoiselle Stéphanie Napoléon, fille adoptive de Sa Majesté l’Empereur des Français, Roi d’Italie) и получава ред при дворцовия церемониал пред двете сестри на Наполеон.
Стефани дьо Боарне се омъжва на 8 април 1806 г. в двореца Тюйлери, Париж, за наследствения принц Карл Лудвиг Фридрих фон Баден (* 8 юни 1786; † 8 декември 1818), син на наследствения принц Карл Лудвиг фон Баден (1755 – 1801) и Амалия фон Хесен-Дармщат (1754 –1832). Двамата остават в Париж до юни същата година, когато се установяват в новата си резиденция в двореца в Манхайм.
На 10 юни 1811 г. Карл Лудвиг Фридрих фон Баден става велик херцог на Баден. След смъртта му на 8 декември 1818 г. без мъжки наследник, Стефани живее в двореца в Манхайм и в нейния летен палат в Баден-Баден. В Манхайм тя създава английска дворцова градина, основава женско общество и се ангажира социално.
Стефани умира на 28 януари 1860 г. в Ница и е погребана в княжеската гробница в дворцовата и манастирска църква „Св. Михаел“ в Пфорцхайм.
- Имперската принцеса Стефани дьо Боарне
- Статуя в Стефани-уфер в двореца Манхайм

## Деца
Стефани дьо Боарне и Карл Лудвиг Фридрих фон Баден имат деца:
- Луиза Амелия Стефани (1811 – 1854), ∞ 1830 наследствен принц Густав Васа (1799 – 1877), син на крал Густав IV Адолф от Швеция
- принц без име (*/† 1812), по слухове е сменен и по-късно се появява като Каспар Хаузер[5]
- Йозефина Фредерика Луиза (1813 – 1900) ∞ 1834 княз Карл Антон фон Хоенцолерн-Зигмаринген (1811 – 1885)
- Александър (1816 – 1817)
- Мария Амелия Елизабет Каролина (1817 – 1888) ∞ 1843 Уилям Хамилтон, 11-и херцог на Хамилтон (1811 – 1863)